# Mário Gomes
Mário Gomes (Rio de Janeiro, 11 de dezembro de 1952) é um ator brasileiro.

## Biografia
Mario estreou na televisão em 1970, na telenovela A Mansão dos Vampiros, uma das últimas produzidas pela extinta TV Excelsior. No mesmo ano participou do filme Anjos e Demônios, porém não foi creditado. 
Em 1972 atuou na peça de teatro O Peru e paralelamente interpretou o dublê do ator Jece Valadão, na novela Tempo de Viver. Neste mesmo ano, estreou na TV Globo, ganhando pequenos papéis nas novelas Bicho do Mato e A Patota.
Em 1975 ganhou destaque na novela Gabriela.
Em 1976 interpretou seu primeiro protagonista na novela Duas Vidas, junto com Francisco Cuoco e Betty Faria. O tema musical do personagem do Mario Gomes era interpretado por ele mesmo, com a música Chiclete e Cabochard. A aventura nesta música fez com que ele lançasse um álbum musical chamado Mario Gomes em 1977.
Permaneceu na TV Globo até 1985, sendo dispensado após o fim da novela Vereda Tropical. Retornou em 1988 e permaneceu até 2008.
Em julho de 2009 assinou contrato com a Record TV, onde permaneceu até 2014. 
Em 2018 retornou à TV Globo para fazer uma participação na novela Tempo de Amar.

## Controvérsias
No início de 1977, teve um romance com Betty Faria, nos bastidores da novela Duas Vidas. Na época, Betty era casada com Daniel Filho, o diretor da novela, o casamento entrou em crise e depois veio a separação.
Em março do mesmo ano, o ator virou notícia de uma maneira nada agradável. O jornal Luta Democrática, conhecido por sensacionalismo, publicou uma nota afirmando que o ator Mario Gomes "havia dado entrada num hospital entalado numa cenoura". O boato rapidamente se espalhou, prejudicando a carreira do ator, que passou a ser cerceado e chamado de maneira pejorativa. Apesar de ter processado o jornal, o estrago que essa notícia causou foi grande. Na epóca, Mario havia lançado um LP, mas não conseguiu trabalhar na divulgação pois estava completamente 
sujo por esta notícia, o que fez ele dar uma pausa tanto na carreira musical quanto na de ator. Mario atribui estas fake news ao produtor artístico Carlos Imperial e ao diretor Daniel Filho, que na época estava super ressentido pela traição em seu casamento.

## Carreira

### Televisão
| Ano  | Título                | Personagem                      | Notas                                           | Emissora      |
| ---- | --------------------- | ------------------------------- | ----------------------------------------------- | ------------- |
| 1970 | A Mansão dos Vampiros | —                               |                                                 | TV Excelsior  |
| 1972 | O Primeiro Amor       | Bill                            |                                                 | Rede Globo    |
| 1972 | Bicho do Mato         | Paguá / Didi                    |                                                 | Rede Globo    |
| 1972 | A Patota              | Jorge                           |                                                 | Rede Globo    |
| 1975 | Gabriela              | Roberto Leal (Berto)            |                                                 | Rede Globo    |
| 1976 | Duas Vidas            | Dino César Barbosa              |                                                 | Rede Globo    |
| 1976 | Anjo Mau              | Luiz Carlos Mota Noronha        |                                                 | Rede Globo    |
| 1978 | O Pulo do Gato        | Procópio                        |                                                 | Rede Globo    |
| 1979 | Plantão de Polícia    | Roger                           | Episódio: "Despedida de Solteiro"               | Rede Globo    |
| 1979 | Marron Glacê          | Eliézer                         |                                                 | Rede Globo    |
| 1980 | Plumas e Paetês       | Ângelo                          |                                                 | Rede Globo    |
| 1981 | Jogo da Vida          | Jerônimo Vieira de Souza (Jero) |                                                 | Rede Globo    |
| 1982 | Sol de Verão          | Miguel                          |                                                 | Rede Globo    |
| 1983 | Guerra dos Sexos      | Orlando Cardoso (Nando)         |                                                 | Rede Globo    |
| 1984 | Vereda Tropical       | Luís Carlos Travatti (Luca)     |                                                 | Rede Globo    |
| 1988 | Olho por Olho         | Máximo Falcão                   |                                                 | Rede Manchete |
| 1989 | O Sexo dos Anjos      | Renato Vieira / Padre Aurélio   |                                                 | Rede Globo    |
| 1990 | Top Model             | Roberto Ubiratan Filho (Bira)   |                                                 | Rede Globo    |
| 1990 | Rainha da Sucata      | Clóvis                          |                                                 | Rede Globo    |
| 1990 | Lua Cheia de Amor     | Wagner Souto Maia               |                                                 | Rede Globo    |
| 1992 | Perigosas Peruas      | Antônio Belotto (Belo)          |                                                 | Rede Globo    |
| 1993 | Sex Appeal            | Arthur Daniel Castelli          |                                                 | Rede Globo    |
| 1993 | Olho no Olho          | Bruno Andolini                  |                                                 | Rede Globo    |
| 1994 | Você Decide           | Jonas                           | Episódio: "Anjo Vingador"                       | Rede Globo    |
| 1994 | Você Decide           | Afonso                          | Episódio: "Mãe Solteira"                        | Rede Globo    |
| 1995 | Quatro por Quatro     | Plínio Patarra                  |                                                 | Rede Globo    |
| 1995 | Malhação              | Roberto                         |                                                 | Rede Globo    |
| 1996 | Vira Lata             | Ângelo Visconti                 |                                                 | Rede Globo    |
| 1997 | Sai de Baixo          | Ernesto                         | Episódio: "As Mulheres Preferem os Louros"      | Rede Globo    |
| 1997 | Zazá                  | Álvaro Dumont                   |                                                 | Rede Globo    |
| 1998 | Caça Talentos         | Roque                           | Episódio: "Disk Pizza A Jato"                   | Rede Globo    |
| 1998 | Você Decide           | João Batista                    | Episódio: "Seria Trágico, Se Não Fosse Cômico " | Rede Globo    |
| 1999 | Você Decide           | Geraldo                         | 2 episódios                                     | Rede Globo    |
| 1999 | Vila Madalena         | Donato Ramirez Silveira         |                                                 | Rede Globo    |
| 2000 | Uga Uga               | Ladislau Pomeranz               |                                                 | Rede Globo    |
| 2002 | Desejos de Mulher     | Raul Loyola                     |                                                 | Rede Globo    |
| 2002 | O Quinto dos Infernos | Marquês de Barbacena            |                                                 | Rede Globo    |
| 2003 | Kubanacan             | Ferdinando Ibarra               |                                                 | Rede Globo    |
| 2005 | A Lua Me Disse        | Agenor Santos / Solano          |                                                 | Rede Globo    |
| 2006 | Bang Bang             | Xerife Greg Taylor              |                                                 | Rede Globo    |
| 2006 | O Profeta             | Ernesto da Silva                |                                                 | Rede Globo    |
| 2007 | Sete Pecados          | Amadeu Alves                    | Participação especial                           | Rede Globo    |
| 2008 | Dicas de um Sedutor   | Rogério                         | Episódio: "O Traidor da Raça"                   | Rede Globo    |
| 2008 | A Favorita            | Gurgel                          |                                                 | Rede Globo    |
| 2009 | Poder Paralelo        | Jairo Pavão (Pavãozinho)        |                                                 | Rede Record   |
| 2009 | Louca Família         | Eumário                         |                                                 | Rede Record   |
| 2010 | Balada, Baladão       | Jacaré                          |                                                 | Rede Record   |
| 2011 | Vidas em Jogo         | Dr. Maurício Dourado            |                                                 | Rede Record   |
| 2013 | Pecado Mortal         | Getúlio Amado                   |                                                 | Rede Record   |
| 2016 | Magnífica 70          | Mafioso                         | Episódio: "Minutos Finais"                      | HBO Brasil    |
| 2017 | TOC's de Dalila       | Raposo                          | Episódio: "O Caso do Garfo"                     | Multishow     |
| 2018 | Tempo de Amar         | Eleutério Ferreira de Sá        |                                                 | Rede Globo    |
| 2018 | Magnífica 70          | Hélio Pontes                    | 10 episódios                                    | HBO Brasil    |
| 2018 | Amigo de Aluguel      | Jorge Diamante                  | Episódio: "O Herdeiro"                          | Universal TV  |

### Cinema
| Ano  | Título                                 | Personagem      |
| ---- | -------------------------------------- | --------------- |
| 1970 | Anjos e Demônios                       | (não creditado) |
| 1974 | O Sexo das Bonecas                     | Renato          |
| 1978 | O Cortiço                              | Jerônimo        |
| 1982 | Beijo na Boca                          | Mário           |
| 1982 | Tabu                                   | Francisco Alves |
| 1989 | Lili, a Estrela do Crime               | Guerreiro       |
| 1990 | O Escorpião Escarlate                  | Airton Cartona  |
| 2017 | TOC: Transtornada Obsessiva Compulsiva | Jamelão         |
| 2018 | Mulheres Alteradas                     | Ferreira        |

## Prêmios e indicações
| Ano  | Prêmio          | Categoria               | Trabalho                                 | Resultado |
| ---- | --------------- | ----------------------- | ---------------------------------------- | --------- |
| 1973 | Prêmio Molière  | Melhor Ator Coadjuvante | Greta Garbo, quem diria, Acabou no Irajá | Venceu    |
| 1984 | Troféu APCA     | Melhor Ator             | Guerra dos Sexos                         | Venceu    |
| 1984 | Troféu Imprensa | Melhor Ator             | Guerra dos Sexos                         | Indicado  |
| 1985 | Troféu Imprensa | Melhor Ator             | Vereda Tropical                          | Indicado  |